# Southport (Maine)
Southport es un pueblo ubicado en el condado de Lincoln en el estado estadounidense de Maine. En el Censo de 2010 tenía una población de 606 habitantes y una densidad poblacional de 10,1 personas por km².

## Geografía
Southport se encuentra ubicado en las coordenadas 43°48′48″N 69°39′46″O / 43.81333, -69.66278. Según la Oficina del Censo de los Estados Unidos, Southport tiene una superficie total de 59.98 km², de la cual 13.93 km² corresponden a tierra firme y (76.77%) 46.05 km² es agua.

## Demografía
Según el censo de 2010, había 606 personas residiendo en Southport. La densidad de población era de 10,1 hab./km². De los 606 habitantes, Southport estaba compuesto por el 96.53% blancos, el 0.33% eran afroamericanos, el 0.17% eran amerindios, el 1.32% eran asiáticos, el 0% eran isleños del Pacífico, el 0% eran de otras razas y el 1.65% pertenecían a dos o más razas. Del total de la población el 0.17% eran hispanos o latinos de cualquier raza.